# Гатчинсон (округ, Техас)
Шаблон:StateAbbr_ 35°50′ пн. ш. 101°22′ зх. д. / 35.84° пн. ш. 101.36° зх. д.
Округ Гатчинсон (англ. Hutchinson County) — округ (графство) у штаті Техас, США. Ідентифікатор округу 48233.

## Історія
Округ утворений 1901 року.

## Демографія
За даними перепису 2000 року загальне населення округу становило 23857 осіб, зокрема міського населення було 18473, а сільського — 5384. Серед мешканців округу чоловіків було 11745, а жінок — 12112. В окрузі було 9283 домогосподарства, 6869 родин, які мешкали в 10871 будинках. Середній розмір родини становив 3.
Віковий розподіл населення поданий у таблиці:
| Стать    | До 15 років | 15-21 | 22-29 | 30-39 | 40-49 | 50-65 | 65-85 | Понад 85 |
| -------- | ----------- | ----- | ----- | ----- | ----- | ----- | ----- | -------- |
| Чоловіки | 2720        | 1380  | 987   | 1374  | 1870  | 1777  | 1524  | 113      |
| Жінки    | 2538        | 1253  | 1080  | 1433  | 1920  | 1804  | 1839  | 245      |

## Суміжні округи
- Генсфорд — північ
- Очилтрі — північний схід
- Робертс — схід
- Грей — південний схід
- Карсон — південь
- Поттер — південний захід
- Мур — захід
- Шерман — північний захід

## Виноски
1. ↑  U.S. Decennial Census. United States Census Bureau. Архів оригіналу за 26 квітня 2015. Процитовано 30 квітня 2015.
2. ↑  Texas Almanac: Population History of Counties from 1850–2010 (PDF). Texas Almanac. Архів оригіналу (PDF) за 26 лютого 2015. Процитовано 30 квітня 2015.
3. ↑  State & County QuickFacts. United States Census Bureau. Архів оригіналу за 6 серпня 2011. Процитовано 17 грудня 2013.(англ.) Наведено за англійською вікіпедією.
4. ↑  American FactFinder. Бюро перепису населення США. Архів оригіналу за 21 травня 2008. Процитовано 31 січня 2008.

| США | Це незавершена стаття з географії США. Ви можете допомогти проєкту, виправивши або дописавши її. |